# Martech
Martech o Martech Games era un'azienda britannica sviluppatrice e editrice di videogiochi, attiva tra il 1983 e il 1989 e dedicata ai giochi per gli home computer diffusi in Europa, soprattutto ZX Spectrum, Commodore 64 e Amstrad CPC. Era un marchio della Software Communications Ltd, che possedette anche gli studi Emerald Software e Intelligent Design. Nel 1989 l'etichetta Martech fu sostituita brevemente dalla Screen 7.
I maggiori successi di vendite della Martech vennero dai titoli basati su persone famose, all'epoca una nicchia di mercato non sfruttata.

## Storia
Nel 1982 David Martin faceva l'insegnante di chimica a Eastbourne e divenne responsabile dell'introduzione dei primi computer a scuola. Quando uscì lo ZX Spectrum vide la possibilità di combinare i nuovi mezzi informatici con la propria passione per i giochi da tavolo e progettò Conflict, un misto tra videogioco e gioco da tavolo con pedine reali. Provò a produrlo in casa e commercializzarlo tramite negozi, ma capì che in questo modo non sarebbe entrato seriamente in affari.
Martin inventò allora il marchio Martech e fondò una compagnia limited nel 1983, la Software Communications, con il proposito di supportare in futuro diverse etichette secondarie. Si mise in società con suo cognato John Barry, che aveva da poco aperto uno studio legale a Pevensey Bay (frazione di Pevensey), e la Martech occupò gli uffici proprio sopra lo studio. All'investimento partecipò anche una società di esportazione di Brighton, mai occupatasi prima di videogiochi, che oltre al capitale fu fondamentale nel fornire alla Martech i canali di distribuzione. Il nome Martech era un misto del cognome di Martin e di technology (tecnologia).
Martin gestiva l'azienda e Barry si occupava delle questioni legali; i programmatori venivano assunti a tempo pieno, ma lavoravano soprattutto da casa, incontrandosi periodicamente in sede, dove il lavoro delle squadre veniva supervisionato.
Dopo Conflict e Galaxy Conflict, Martin capì che la produzione di giochi da tavolo fisici gestiti dal computer era troppo costosa e poco pratica per una piccola azienda di software, e passò a realizzare puri videogiochi.
L'azienda cominciò a farsi notare pubblicando Blastermind (un Mastermind) e l'avventura testuale The Odissey of Hope per ZX Spectrum.
Si occupò anche del marketing per la Durell Software, collaborando per la distribuzione di alcuni dei suoi primi titoli come Harrier Attack e Scuba Dive.
Secondo Martin gli affari andavano bene, ma per fare un passo avanti ebbe l'idea di utilizzare con licenza l'immagine di personaggi famosi, un'operazione praticamente nuova all'epoca. Si iniziò con il motociclista acrobatico Eddie Kidd, che prestò il proprio nome per Eddie Kidd Jump Challenge e partecipò anche personalmente alle promozioni.
Jump Challenge fu accolto con poco entusiasmo dalla critica, ma le vendite convinsero la Martech di essere sulla buona strada. Il successo seguente in questa linea fu Brian Jacks Superstar Challenge, con il supporto del judoka Brian Jacks.
Un'altra licenza importante fu quella di Zoids, in questo caso non basata su una persona, ma sulla linea di giocattoli Zoids. Il videogioco venne sviluppato dalla The Electronic Pencil, allora nota per il recente The Fourth Protocol, e al di là della licenza fu un titolo ambizioso e un grosso successo di critica.
Dopo Geoff Capes Strongman Challenge, con licenza del pesista Geoff Capes, arrivò il celebre Samantha Fox Strip Poker. Un programmatore esterno propose all'azienda un buon gioco di normale poker per Spectrum, che però non sembrava commercialmente interessante; Martin pensò di farne uno strip poker e di coinvolgere Samantha Fox, allora famosissima nel Regno Unito come modella di topless. L'idea sembrava un po' troppo spinta per l'epoca, ma il rivenditore WHSmith la incoraggiò.
Ci furono in effetti delle controversie pubbliche, ma finirono per fare più pubblicità alla Martech, e Samantha Fox Strip Poker fu un altro grande successo di vendite.
Dal 1986 l'azienda iniziò una fruttuosa collaborazione con lo sviluppatore Creative Reality di Portsmouth, formato da ex persone della Catalyst Coders. Creative Reality avrebbe poi realizzato svariati giochi per la Martech.
Seguì un'altra importante licenza, quella di Tarzan. Il videogioco Tarzan, primo titolo ufficiale sul personaggio, ebbe molta attenzione, ma non il successo sperato, secondo Martin perché l'eccessiva difficoltà impediva a molti giocatori di arrivare a vedere ciò che il gioco aveva da offrire.
Il secondo titolo supportato da Brian Jacks, il gioco di judo Uchi Mata, vendette poco.
Fu ottenuta poi la licenza sulla rivista a fumetti 2000 AD. Uno degli sviluppatori ricorrenti, Jas Austin, era appassionato della rivista, e suggerì di trarre giochi dai personaggi di Nemesis the Warlock e Sláine. L'azienda pubblicò Nemesis the Warlock e poi Slaine, entrambi con idee originali, il secondo un'avventura con un'interfaccia fin troppo insolita che si rivelò frustrante. Comunque entrambi i giochi di 2000 AD vendettero discretamente, anche grazie alle copertine disegnate dai fumettisti originali.
Nel 1987 vennero prodotti anche vari giochi originali come Pulsator, The Armageddon Man e Catch 23, ma non ebbero altrettanto successo.
Nel 1987, pur avendo prodotto alcuni giochi di alto profilo, la Martech era ancora un editore relativamente piccolo. I computer a 16 bit si stavano affermando rimpiazzando quelli a 8 bit e il mercato si spostava verso qualità e prezzi più alti. I costi delle acquisizioni di licenze cominciavano quindi a farsi sentire, per cui dopo Nigel Mansell's Grand Prix questa strada venne abbandonata.
Per il seguente successo Vixen si preferì la via dell'imitazione, era infatti ispirato non ufficialmente all'arcade Rygar. Tuttavia ci fu ancora il coinvolgimento di un personaggio, la modella Corinne Russell, ingaggiata per la foto di copertina e per basare su di lei le animazioni della protagonista, tramite un primitivo motion capture.
L'azienda comunque era in difficoltà con i costi. Software Communications aveva aperto uno studio di sviluppo a Brighton, la Intelligent Design, con 8-9 persone e un altro a Waterford (Irlanda), la Emerald Software, con 25 persone. La Emerald faceva soprattutto conversioni a 16 bit per altri editori. Da una piccola squadra che assumeva programmatori a progetto, si era passati a un totale di quasi 50 persone.
Nonostante il successo di Vixen e del classico per Spectrum Rex, la Software Communications cominciò a concentrarsi sui sistemi a 16 bit (Amiga e Atari ST), con risultati variabili. Ma non era sufficiente, secondo Martin sarebbero stati necessari altri investimenti o un grande successo.
Martin aveva anche investito in proprietà e perso altro denaro con la crisi di fine decennio.
L'etichetta Martech fu chiusa entro aprile 1989, dichiarando che il motivo era che Martin si voleva concentrare sui due studi di sviluppo.
Un ultimo tentativo come editrice fu fatto entro maggio 1989 dalla Software Communications fondando la Screen 7 (da non confondere con la più recente Screen 7 Entertainment), che pubblicò qualche altro titolo, ma scomparve entro l'anno.
La Emerald restò attiva qualche altro mese prima di chiudere anch'essa.
In seguito Martin divenne direttore del marketing alla Gremlin Graphics ed ebbe alcune collaborazioni con varie aziende come con la Rage Games, fino a lasciare il settore videogiochi nel 2005.
Il nome Martech è stato riutilizzato negli anni '90 dalla statunitense Martech Software Inc., che produsse Trade Wars 2002 e Trade Wars Gold, gestita da persone di cognome Martin, ma sembra trattarsi di un'omonimia casuale.

## Videogiochi
Elenco, probabilmente completo, dei videogiochi pubblicati.
- 4 Top Games (1987) raccolta per Spectrum
- 7 Card Stud o International 7 Card Stud (1986) per CPC, MSX, Spectrum; solo incluso con alcune edizioni di Samantha Fox Strip Poker
- The Armageddon Man (1987) per Amiga, ST, CPC, C64, PCW, Spectrum
- Blastermind (1983) per Spectrum
- Blind Panic (1988) per Spectrum; allegato alla rivista Your Sinclair n. 29
- Brian Jacks Superstar Challenge (1985) per BBC, CPC, C64, Electron, MSX, Spectrum
- Catch 23 (1987) per ST, CPC, PCW, Spectrum
- Circus Circus (1989) per Spectrum; uscito solo come demo allegato alla rivista Sinclair User n. 82
- Conflict (1982) per BBC, C64, Spectrum, ZX81; realizzato prima della fondazione dell'azienda
- Cosmic Shock Absorber (1987) per CPC, MSX, Spectrum
- Crazy Comets (1985) per C64
- Eddie Kidd Jump Challenge (1985) per BBC, C64, Electron, MSX, Spectrum
- The Fury (1988) per CPC, C64, Spectrum
- Galaxy Conflict (1983) per BBC, C64, Spectrum
- Geoff Capes Strongman Challenge (1985) per BBC, CPC, C64, Electron, Spectrum
- Gisburne's Castle (1984) per BBC, Electron
- Hellfire o Hellfire Attack (1988) per Amiga, ST, C64, Spectrum
- The Living Body (1986) educativo per BBC, C64, Electron, Spectrum
- Mega-Apocalypse (1987) per BBC, CPC, C64, Spectrum
- Nemesis the Warlock (1987) per CPC, C64, Spectrum
- Nigel Mansell's Grand Prix (1987) per Amiga, ST, CPC, Spectrum
- The Odissey of Hope (1984) per Spectrum
- Phantom Fighter (1988) per Amiga, DOS; non correlato all'omonimo per NES
- The Planets (1986) per Spectrum
- Pulsator (1987) per CPC, Spectrum
- The Quest of Merravid (1983) per C64, VIC-20
- Rex (1987) per CPC, Spectrum
- Samantha Fox Strip Poker (1986) per BBC, CPC, C64, MSX, Spectrum
- Shoot-Out (1988) per C64, Spectrum
- Slaine (1987) per CPC, C64, Spectrum
- Target (1989) per Spectrum
- Tarzan (1986) per BBC, CPC, C64, Electron, Spectrum
- Uchi Mata (1986) per CPC, C64, MSX, Spectrum
- Vixen (1988) per Amiga, CPC, C64, Spectrum
- WAR (1986) per BBC, CPC, C64, Spectrum
- Zoids (1985) per CPC, C64, MSX, Spectrum

### Come Screen 7
- Crossbow: The Legend of William Tell (1989) per Amiga, ST, DOS
- Fallen Angel (1989) per Amiga, ST, C64, DOS, Spectrum
- High Steel (1989) per Amiga, ST, CPC, Spectrum
- Jaws (1989) per Amiga, ST, CPC, C64, MSX, Spectrum
- Steigar (1989) per Amiga, ST, C64 e Spectrum